# Desmeknoppsväxter
Desmeknoppsväxter (Adoxaceae) är en liten växtfamilj som består av fem släkten med sammanlagt omkring 150–200 arter. Gemensamma drag hos dessa arter är motsatta blad, små blommor med fem kronblad och att frukten är ett bär.
Inom äldre klassificeringssystem ingick endast desmeknopp (Adoxa moschatellina) i familjen. Flädersläktet och olvonsläktet ingick då i kaprifolväxter (Caprifoliaceae), men genetiska undersökningar har visat att de är närmare släkt med desmeknopparna.
Desmeknoppen är en liten perenn ört som blommar tidigt på våren. Den vissnar redan under sommaren, så fort bären är mogna.
Flädersläktets arter är vanligen buskar, men det finns även två storvuxna örter i det släktet. Samtliga olvonarter är buskar.